# Karl Härle

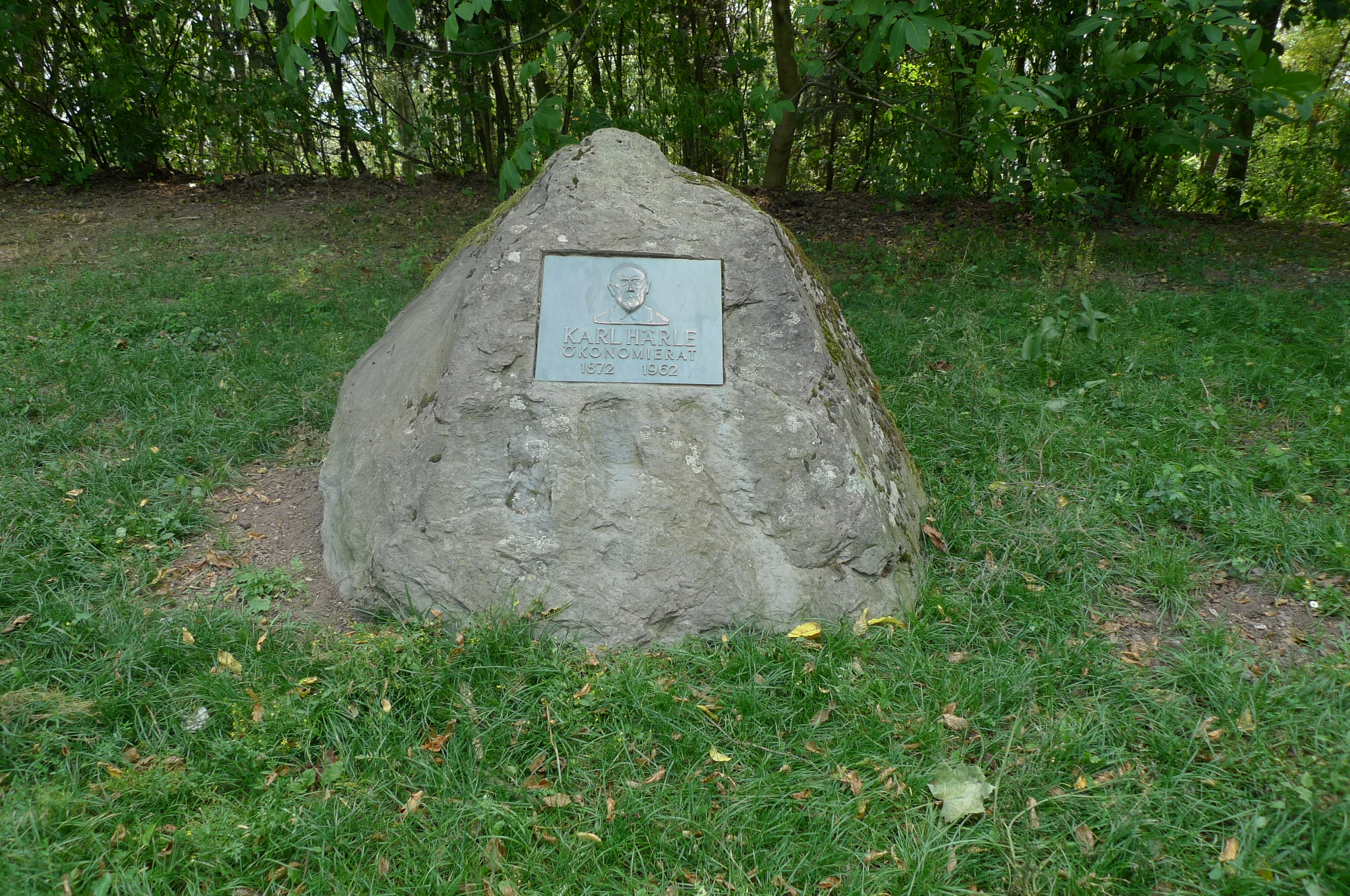
Gedenkstein für Karl Härle

Karl Härle (* 19. September 1872 in Aulendorf; † 16. Juni 1962 in Koblenz) war ein deutscher Landwirt und größter Anteilseigner des Karthäuserhofes in Koblenz.

## Werdegang
Karl Härle wurde 1872 als Sohn des Ökonomierats und Brauereibesitzers Heinrich Härle († 1923 in Koblenz) und Elisabeth Eberle im württembergischen Aulendorf geboren. Nach einer Landwirtschaftslehre besuchte er 1895 die Landwirtschaftliche Hochschule in Weihenstephan und war anschließend bis 1910 Betriebsleiter im elterlichen Betrieb. Am 1. April 1912 erwarb er zusammen mit seinem Vater und seinem Bruder Eugen das Gut Karthäuserhof auf der Karthause in Koblenz und ließ das Gutshaus 1913 nach den Plänen von Franz Roeckle umbauen. 
Von 1914 bis 1918 nahm Härle als Offizier am Ersten Weltkrieg teil.
Karl Härle baute den zuvor heruntergekommenen Karthäuserhof zu einem industriellen Musterbetrieb aus. Er betrieb Milchwirtschaft, errichtete eine Molkerei mit einer Tageskapazität von 25.000 Litern, eine ausgedehnte Obstanlage mit etwa 18.000 Buschobstkulturen, einen Weinanbau mit 26.000 Rebstöcken und bewirtschaftete eine 55 Hektar große Ackerbaufläche. Auf vielen Ausstellungen erhielt das Gut wertvolle Preise für seine Milch- und Molkereierzeugnisse, dem Edelobst und den Weinlagen. Er beschäftigte etwa 80 Mitarbeiter, für die er 48 Werkswohnungen errichten ließ. Anfang der 1940er Jahre war der Karthäuserhof zum größten Versorgungsbetrieb am Mittelrhein geworden.
Das Gut wurde im Zweiten Weltkrieg am 21. September 1944 durch einen Luftangriff fast vollständig zerstört. Karl Härle gelang noch Ende der 1940er Jahre ein erster Wiederaufbau. Da er selbst ohne eigene Nachkommen war und die Familie seines Bruders ihre Anteile bereits veräußert hatte, verkaufte auch er seinen Hofanteil 1959 an die Stadt Koblenz, die alle Gebäude abreißen ließ und auf dem Gelände ein großes Neubaugebiet errichtete.
In Anerkennung seiner Verdienste ernannte ihn die Landesregierung von Rheinland-Pfalz 1952 zum Ökonomierat, 1957 wurde ihm das Bundesverdienstkreuz I. Klasse und 1958 von der Landwirtschaftskammer Rheinland-Nassau die Goldene Kammerplakette verliehen. Karl Härle starb am 16. Juni 1962 in Koblenz und wurde in der Familiengruft auf dem Koblenzer Hauptfriedhof beigesetzt. Die Hauptstraße des Neubaugebietes trägt den Namen Karl-Härle-Straße, zudem wurde an der Stelle, wo zuvor sein Gutshof stand, für ihn ein Gedenkstein errichtet.